# Historia del béisbol
La historia del béisbol se ha desarrollado principalmente en los Estados Unidos y otros países como Australia, México, Cuba, Panamá, Puerto Rico, República Dominicana, Japón, Corea, Colombia, Nicaragua, Canadá y Venezuela. Si bien, el origen exacto del juego es difícil de encontrar, la mayoría  que han hecho estudios de su historia, coinciden  que el béisbol evolucionó desde una variedad de juegos de características igual a este.

## Historia
Existen evidencias de que se han practicado juegos con un palo y una bola desde el inicio de la civilización. Existen creencias que aquel deporte tiene su origen en juegos populares ingleses a diferencia del pensar que este fue originado en Norteamérica.  Antiguas culturas,  practicaron estos juegos como forma de diversión y como parte de ciertas ceremonias. Juegos de este estilo se extendieron durante la Edad Media por toda Europa y se popularizaron en varias formas, pero no se sabe si en realidad en ese entonces ya se era conocido. Juegos similares fueron introducidos por europeos en sus colonias de América alrededor del siglo XVI. Es importante resaltar que el colonialismo británico tuvo un gran impacto en la difusión de dicho deporte.
A pesar de la versión popular del origen del béisbol creada por Doubleday, existen numerosas referencias a los términos baseball y “bat and ball” halladas en documentos a principios del siglo XVII. En realidad, el origen del béisbol debería ser definido como la evolución de dicho deporte, ya que, según lo que los historiadores del juego han venido encontrando, que el béisbol es una derivación del “Stool Ball” practicado en la Edad Media, y a su vez, el “Stool Ball” proviene de juegos rituales practicados en el mundo antiguo. La primera referencia al término “Base ball” se da en 1744, poco menos de cien años antes de que Abner Doubleday, supuestamente lo inventara en Cooperstown, Nueva York.
1 
En 1744 surge en Inglaterra la primera evidencia impresa del juego “Base Ball” que fue publicada en un libro de pasatiempos infantiles. En ese año y 1796 surgen otras referencias hacia ese deporte en Europa. En 1796, las primeras reglas del “Base Ball” se publicaron en Alemania, lo que da cuenta, que en ese país, probablemente el juego ya se practicaba.
El juego emigra de Europa a América entre mediados y finales del siglo XVIII llevado por los colonos ingleses que se establecían en el Nuevo Mundo. La primera referencia de base ball en Estados Unidos data de abril de 1778, registrada en el diario del soldado George Ewing: «hice ejercicio por la tarde y en los intervalos jugué base».
En 1786, el estudiante de Princeton, John Rhea Smith, menciona en su diario que 

Un buen día, jugué 'base ball'(sic) en el campus pero fui abatido porque fallé catcheando y golpeando la bola.

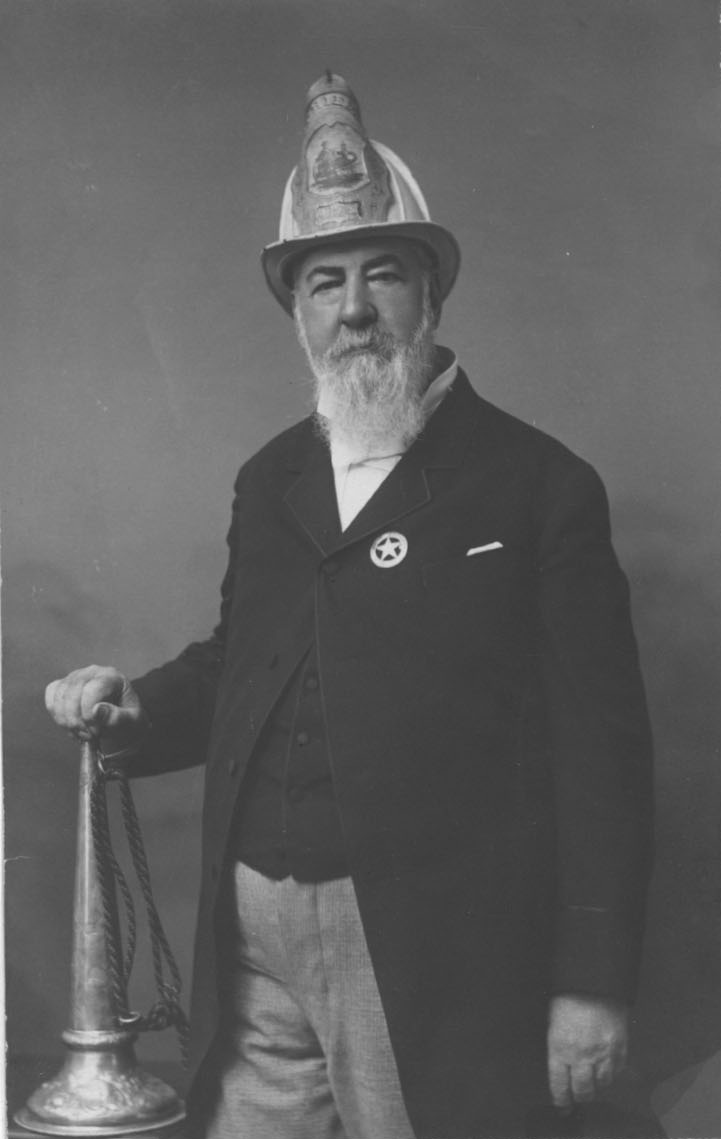
Alexander Cartwright

Posteriormente, en 1791, se emite una prohibición en el pueblo de Pittsfield Massachusetts para 

preservar las ventanas de la nueva Casa de Juntas... ninguna persona, será permitida de practicar los juegos llamados Wicket, Cricket, Base Ball, Football, Cat, Fives o cualquier otro juego de pelota, dentro de una distancia de 80 yardas de la referida Casa de Juntas.

De cualquier forma es a partir de la lista de reglas publicadas por Alexander Cartwright en 1845, conocidas como las Knickerbocker Rules por ser las aplicadas por el equipo Knickerbockers, que se estableció y evolucionó la forma moderna del juego.

### Knickerbocker Baseball Club
El primer club organizado de béisbol fue formado en 1842 por un grupo de jóvenes en la ciudad de Nueva York, encabezado por Alexander Cartwright, que llamó a su club Knickerbocker Base Ball Club. Los Knickerbockers desarrollaron un conjunto de veinte reglas, publicadas por primera vez en 1845, que se convirtieron en la base del béisbol moderno. El 19 de junio de 1846, los Knickerbockers jugaron el que está considerado como el primer partido oficial de béisbol moderno al enfrentarse a otro equipo organizado de béisbol llamado New York Club, en lo que es ahora Hoboken (Nueva Jersey).
El estilo de juego de los Knickerbockers se extendió rápidamente durante la década de 1850, se fundaron clubes de béisbol por toda la ciudad de Nueva York adoptándose nuevas reglas. A finales de esa década, la popularidad del juego se había extendido más allá de la ciudad y empezó a conocerse como New York Game (el Juego de Nueva York).
El New York Game se popularizó durante la guerra civil estadounidense, cuando los miles de soldados de la Unión, que venían de la ciudad de Nueva York, lo practicaban en los lugares por donde viajaban. Al finalizar la guerra en 1865, el juego se había convertido en la variedad más popular de béisbol en todo el país. Poco después, el nombre de New York Game desapareció y se llamó simplemente baseball.

### El juego de los Campos Eliseos

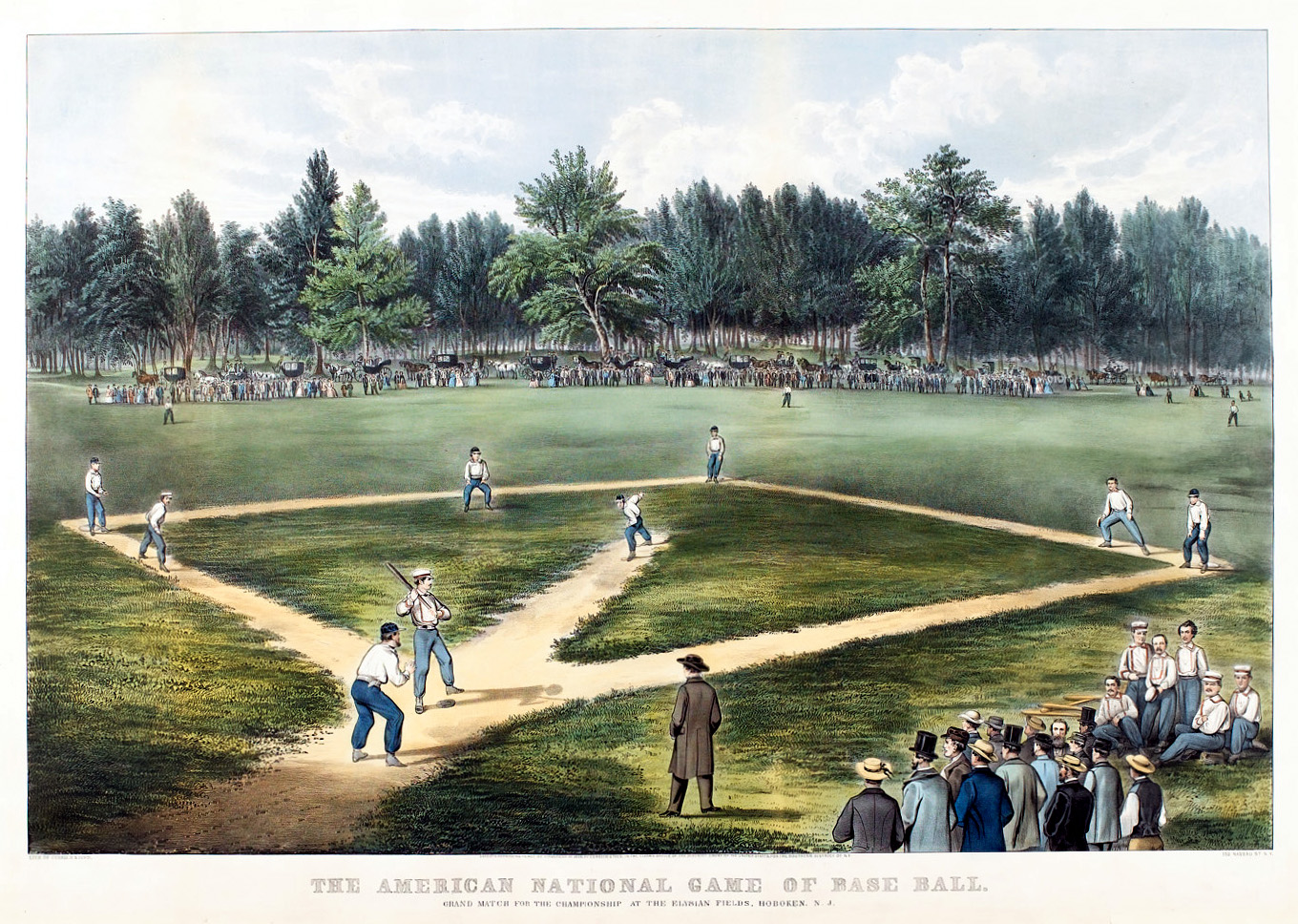
Juego de béisbol en los Elysian Fields, Hoboken (litografía de Currier & Ives) 1866.

Desde 1845 los Knickerbockers y otros equipos desde entonces utilizaron un terreno en los llamados Elysian Fields de Hoboken, el cual sirvió de escenario para los primeros encuentros organizados del deporte. Debido a la falta de espacios abiertos en Manhattan, ya en la década de 1850 varios equipos de esta zona jugaban regularmente en el campo de los Elysian Fields, muchos de estos equipos formaban parte de la llamada Asociación Nacional de Jugadores de Béisbol (National Association of Base Ball Players). En 1865 se registraba ya una asistencia de 20,000 personas a los Elysian para presenciar un encuentro entre los New York Mutual y el Atlantic Club de Brooklyn. 
De esta forma una gran parte de los juegos de los equipos del área de New York realizaron juegos en Hoboken hasta la construcción en Manhattan del primer estadio Polo Grounds, que fue sede de los New York Giants y los New York Metropolitans.

### La primera asociación
En 1857, dieciséis equipos del área de New York enviaron delegados para la primera revisión del reglamento Knickerbocker de 1845, estos equipos y otros nueve crearon en 1858 la National Association of Base Ball Players, si bien no rigieron ni programaron oficialmente ningún juego hasta su desaparición en 1870. En 1862, durante la Guerra Civil equipos de la asociación realizaron encuentros en un parque cerrado en Brooklyn en el cual se cobraba entrada. Debido también a la guerra y por la participación de algunos de los jugadores de la asociación en la misma, para 1865 el deporte se había expandido con franquicias en Fort Leavenworth (Kansas)

## El profesionalismo y orígenes de las Grandes Ligas

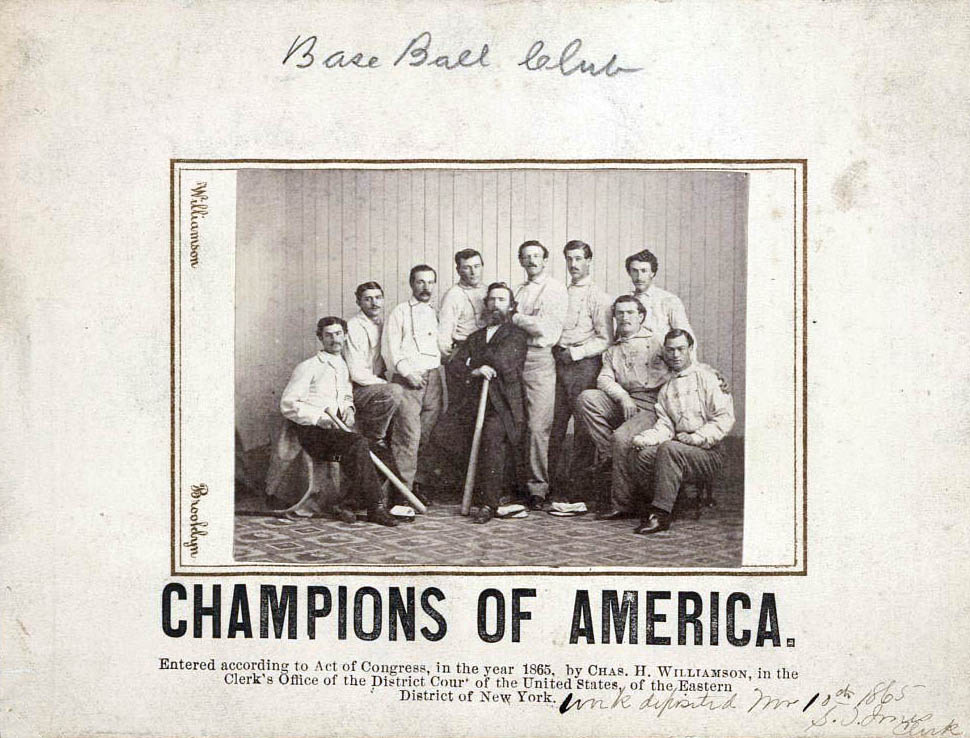
Equipo Champions of America de 1865.

El  23 de junio de 1866 fue fundado el equipo Cincinnati Base Ball Club en dicha ciudad de Ohio. Al permitir la Asociación Nacional la participación (o apertura a la participación) de equipos profesionales en la liga, Harry Wright conformó al equipo (ahora llamado Cincinnati Red Stockings por el color de las medias del uniforme) con jugadores a los que se les daba un salario, desde el 15 de marzo de 1869 hasta el 15 de noviembre de 1869 por primera vez una plantilla de jugadores de béisbol recibieron compensación económica por una temporada de juegos. 
Entre 1869 y 1870 los Reds participaron en un elevado número de juegos (más de 70 en 1869) perdiendo solo seis, sin embargo para finales de 1870 la atención del público había disminuido considerablemente y el equipo fue desbandado en 1871. Harry Wright y su hermano George fueron llamados por un empresario de Boston para organizar un equipo profesional en esa ciudad (los Boston Red Stockings) que formase parte de la nueva liga profesional en formación.

### La primera liga profesional
En 1871 se reunió por última vez la Asociación de Jugadores, en la convención de ese año se contó con la presencia de cientos de representantes estatales. Estos decidieron dar fin a la era de los clubes y separaron a los equipos profesionales y amateurs, fundando los primeros la National Association of Professional Base Ball Players (Asociación Nacional de jugadores profesionales de Béisbol). Esta es considerada la primera liga profesional de béisbol del mundo y llegó a contar con los siguientes equipos:
- Boston Red Socks (1871-1875)
- Chicago White Stockings (*actualmente Chicago Cubs) (1871; 1874-1875)
- Cleveland Forest Citys (1871-1872)
- Fort Wayne Kekiongas (1871)
- New York Mutuals (1871-1875)
- Philadelphia Athletics (1871-1875)
- Rockford Forest Citys (1871)
- Troy Haymakers (1871-1872)
- Washington Olympics (1871-1872)
- Brooklyn Atlantics (1872-1875)
- Brooklyn Eckfords (1872)
- Baltimore Canaries (1872-1874)
- Middletown Mansfields (1872)
- Washington Nationals (1872-1873; 1875) Washington Blue Legs (1873)
- Baltimore Marylands (1873)
- Philadelphia White Stockings (1873-1875) (llamados en ocasiones los "Pearls" o "Phillies")
- Elizabeth Resolutes (1873)
- Hartford Dark Blues (1874-1875)
- Philadelphia Centennials (1875)
- New Haven Elm Citys (1875)
- St. Louis Brown Stockings (1875)
- St. Louis Red Stockings (1875)
- Keokuk Westerns (1875)

### Campeones de la NAPBBP
- 1871  Philadelphia Athletics
- 1872 Boston Red Stockings
- 1873 Boston Red Stockings
- 1874 Boston Red Stockings
- 1874 Boston Red Stockings

En 1875 la asociación desapareció debido en parte a que algunos de los equipos estaban ubicados en ciudades pequeñas lo que dificultaba el soporte financiero y deportivo de los clubes, y por otra parte debido al excesivo dominio del equipo de Boston. Al final ocho jugadores de esta primera liga profesional fueron incluidos en el Salón de la Fama del Béisbol:   
- Cap Anson
- Tyga Johan
- Pud Galvin
- Jim O'Rourke
- Al Spalding
- George Wright
- johan Dajome
- Bebo Weed

## La Liga Nacional
En 1876, después de la disolución por inefectividad de la Asociación de Jugadores Profesionales, nació la Liga Nacional (National League of Professional Base Ball Clubs) –aún existente–, la cual, para evitar algunas de las deficiencias de la liga precedente, se centró en los clubes más que en los jugadores. La liga estructuró los contratos para que los jugadores no saltasen indiscriminadamente a otros equipos de un año a otro por mejoras salariales y obligó a los equipos a ceñirse a un programa de juegos por temporada los cuales debían atender hasta el final de la misma aún si ya hubiese un claro ganador en la liga en lugar de simplemente dejar de realizar dichos encuentros –lo cual era común en la anterior Asociación de Jugadores–.
Los equipos que inicialmente conformaron la Liga Nacional fueron:
- Chicago White Stockings (actualmente Chicago Cubs).
- Philadelphia Athletics (expulsados después de la temporada de 1876).
- Boston Red Stockings, (equipo dominante en la Asociación Profesional, actualmente los Atlanta Braves).
- Hartford Dark Blues (hasta la temporada de 1877)
- Mutual of New York (expulsados después de la temporada de 1876).
- St. Louis Brown Stockings (Browns)
- Cincinnati Red Stockings, una nueva franquicia, diferente de la que existió hasta 1871.
- Louisville Grays, nueva franquicia que existió hasta 1877 cuando 4 de sus jugadores fueron expulsados del juego por apostar.

La cláusula de reserva impuesta a los jugadores, la cual les impedía ir a otro equipo por mejoras salariales, provocó disgusto y la creación de diversas ligas paralelas, la más exitosa de estas fue la Asociación Americana (American Association) que duró desde 1881 hasta 1891. Durante la existencia de esta liga se disputó en varias oportunidades una serie de postemporada entre los campeones de la misma que fue un preludio a las Series Mundiales.

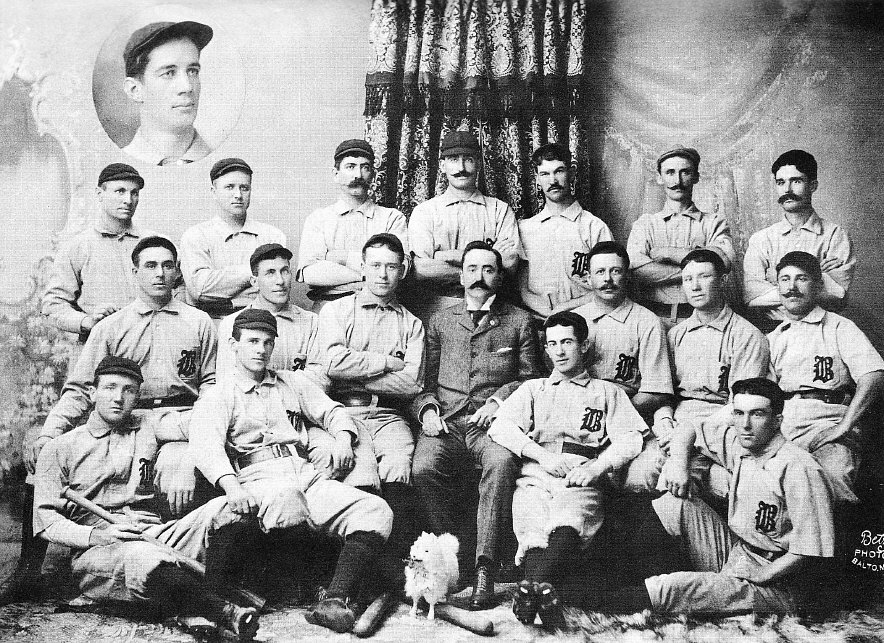
Baltimore Orioles de la Liga Nacional en 1896.

### Las series de exhibición de la Liga Nacional contra la Asociación Americana
- 1882 Serie de 2 juegos; Chicago White Stockings (Liga Nacional) ganó 1, Cincinnati Reds (American Association) ganó 1.
- 1883 Serie planificadas entre los Boston Beaneaters de la Nacional y los Philadelphia Athletics de la American Association; Philadelphia canceló la serie luego de perder la llamada City Series frente a los Phillies.

### La Serie Mundial original
Aunque estas series fueron promocionadas como el "Campeonato de serie Mundial" ("World's Championship Series), o World's Series, no son oficialmente reconocidas como parte de la historia de las Series Mundiales por la organización de las Grandes Ligas de Béisbol.
En general la organización de las Grandes Ligas de Béisbol se refiere a los eventos del béisbol del siglo XIX como un prólogo de las Era Moderna del Béisbol, la cual está definida por las dos ligas actuales (Nacional y Americana)
Baseball Cyclopedia de Ernest Lanigan (de la década de 1920) y Encyclopedia of Baseball de Turkin y Thompson (varios años 1951-1960) han listado las series del siglo XIX como iguales a las presentes. La revista Sporting News igualmente ignoró, desde las década de 1920, las series del siglo XIX.

#### Liga Nacional (NL) vs. American Association (AA)
- 1884 Providence Grays (NL) ganó 3 de 3 juegos a New York Metropolitans (AA) - el ganador de 60 juegos Old Hoss Radbourn lanzó todos los innings por Providence.
- 1885 St. Louis Browns (AA) ganó 3, Chicago White Stockings (NL), más un juego empatado en una serie de siete encuentros.
- 1886 St. Louis Browns (AA) 4, Chicago White Stockings (NL) 2.
- 1887 Detroit Wolverines (NL) 10, St. Louis Browns (AA) 5.
- 1888 New York Giants (NL) 6, St. Louis Browns (AA) 4.
- 1889 New York Giants (NL) 6, Brooklyn Bridegrooms (AA) 3.
- 1890 Brooklyn Bridegrooms (NL) 3, Louisville Colonels (AA) 3, 1 empate (por lluvia y baja asistencia).
- 1891 Boston Beaneaters (NL), Boston Reds (AA) - la Liga Nacional instruye a los Beaneaters no jugar la serie debido a la reestructuración de la liga; subsecuentemente la American Association declina.

## Las Grandes Ligas
De hecho durante los primeros años de existencia de la Liga Nacional hubo varias ligas que en algún momento llegaron a tener la calidad suficiente para denominarse "grandes" sin embargo lo que hizo de la Nacional una gran liga fue el hecho de, además de tener un importante número de jugadores de calidad, estar ubicada en las ciudades de mayor afición y de la consecuente elevada taquilla que recibían los encuentros.
En 1893, Ban Johnson arremetió contra la Liga Nacional fundando la Liga del Oeste (Western League) prometiendo mejores jugadores y estadios, en abril de 1894 la nueva liga comenzó con juegos en Detroit (única ciudad de la liga cuyo equipo no se ha mudado), Grand Rapids, Indianápolis, Kansas City, Milwaukee, Minneapolis, Sioux City y Toledo. En 1900 la Western League cambió de nombre a Liga Americana mudando sus franquicias a ciudades más grandes y manifestando su intención de ser una liga mayor. En 1901 las Liga Americana comenzó a operar con una gran cantidad de jugadores emigrados de la Nacional, lo cual causó una importante polémica, especialmente cuando el reconocido Nap Lajoie, segunda base de los Philadelphia Phillies y líder en carreras impulsadas de la Liga Nacional en 1896, pasó a la nueva franquicia de la Americana de la misma ciudad, los Philadelphia Athletics, causando un interdicto de una corte en Pensilvania que le prohibía jugar en ese estado, al no aplicar para ningún otro estado de la Unión, Lajoie fue cambiado al equipo de Cleveland que tomó el nombre de Naps.
En 1902 los dueños de equipo de ambas ligas tomaron la decisión de firmar el llamado Acuerdo Nacional (National Agreement) el cual además de retomar y reforzar las cláusulas de reserva de los equipo (que hacían de los jugadores virtualmente esclavos de la organización con la que firmaban), y de establecer la moderna Serie Mundial, fortaleció el sistemas de las dos grandes ligas mayores, dando lugar al nacimiento de la organización de las Grandes Ligas de Béisbol.
Sin embargo, las cláusulas contractuales de reserva provocaron el nacimiento también de una nueva liga independiente que fue importante y fuerte durante algún tiempo, llamada, al igual que la primera liga de las historia del béisbol, la Asociación Nacional de Jugadores de Béisbol. Eventualmente la fuerza se estas nueva liga independiente decayó y fue absorbida por las ligas mayores en un nuevo sistema de formación de jugadores profesionales llamada Ligas Menores.

### La Era de laPelota Muerta
Se conoce como era de la pelota muerta al período de los inicios del béisbol profesional ya profundamente asentado, cerca de 1900 hasta el año 1919, cuando tres incidentes independientes forzaron algunos cambios en los reglamentos, especialmente en lo concerniente a la pelota con que se jugaba. Estos incidentes fueron la muerte de Ray Chapman por un pelotazo recibido de un lanzamiento del pitcher Carl Mays el 6 de agosto de 1920, el llamado Escándalo de las Medias Negras (Chicago White Sox) de 1919 y el surgimiento de la figura de Babe Ruth.
Durante la era de la pelota muerta los juegos tendían a tener bajos marcadores –ya en 1921 incrementó en un 40 % el promedio de carreras anotadas– y el dominio de los lanzadores era evidente, con grandes figuras como Walter Johnson, Cy Young, Christy Mathewson, y Grover Cleveland Alexander. La misma pelota favorecía la labor de los lanzadores por una razón económica, cada bola tenía un elevado precio de tres dólares (unos 65 dólares ajustado a la inflación de 2005) por lo que los dueños de los equipos no estaban dispuestos a cambiar con frecuencia la misma y no era inusual que una bola durase todo el juego, al final del cual la bola podía estar sucia de grama, barro, sudor y tabaco, además de poder estar deformada por los sucesivos batazos, las pelotas solo eran reemplazadas si eran bateadas hacia el público y no eran devueltas.
Debido a esto el juego era mayormente en el cuadro interno, donde había pocos home runs, y las jugadas ofensivas comunes eran los hits, los toques de bola y el robo de bases. A pesar de esto, en esa época hubo grandes figuras del bate como Honus Wagner, Nap Lajoie, Ty Cobb –quien mantiene el promedio de bateo de por vida más alto de la historia–, Tris Speaker y Shoeless Joe Jackson, entre otros grandes bateadores de la época.

### Nuevos estadios
Si bien la asistencia promedio de espectadores de los 1100 juegos de 1901 fue de solo 3247, durante la siguiente década el béisbol de Grandes Ligas llegó a convertirse en el deporte más popular de los Estados Unidos. Grandes estadios fueron construidos específicamente para albergar a los espectadores aficionados al béisbol, entre ellos el Tiger Stadium en Detroit, el Shibe Park, hogar de los Philadelphia Athletics, el Ebbets Field en Brooklyn, el Polo Grounds en Manhattan, el Fenway Park de Boston, y los estadios de Chicago; el Wrigley Field y el Comiskey Park.

### El escándalo de lasMedias Negrasde Chicago
Si bien comúnmente se habló de rumores sobre las apuestas en los juegos de Grandes Ligas y de arreglos de juegos a tal fin, siendo incluso estrellas como Tris Speaker y Ty Cobb eventualmente acusados de arreglar juegos en su época como conductores de sus respectivos equipos –acusaciones que fueron desestimadas posteriormente–, nunca se había comprobado el alcance de dichos arreglos hasta que se develó el escándalo suscitado por el arreglo que algunos jugadores del equipo Chicago White Sox, favoritos en la Serie Mundial de 1919, realizaron para perder la serie contra los Cincinnati Reds a cambio de una suma de dinero.
El dueño del equipo de Chicago, Charles Comiskey, tenía un equipo conformado por algunas de las estrellas de la época como Shoeless Joe Jackson y Eddie Cicotte –quien había ganado 29 juegos en la temporada de 1919– y jugadores de consistente desempeño como Eddie Collins y Chuck Weaver, sin embargo los jugadores de Chicago tenían el salario promedio más bajo de la Liga Americana, muchos de los jugadores que hubiesen podido alcanzar mejoras en sus pagos estaban atados a los Sox por la infame "cláusula de reserva". Entre las versiones que han circulado acerca de las posibles razones por las cuales los jugadores de Chicago podrían haber aceptado el arreglo, se cuenta la anécdota de los 29 juegos ganados de Cicotte, quién tenía un salario de 6000 dólares pero podía ganar un bono de 10 000 dólares si ganaba 30 juegos o más, al ganar su juego 29 faltando varios juegos para el final de la temporada, Comiskey dio la orden al mánager del equipo, Kid Gleason, que sentase en el banco a Cicotte para prevenir un trigésimo triunfo y evitar pagar el bono.
De cualquier forma, Chick Gandil, primera base del equipo, fue contactado, a través de un amigo, por Arnold Rothstein, conocido apostador y presunto jefe de la mafia en Chicago, para proponerse que los White Sox perdieran la serie. Finalmente, para sorpresa de la afición y los expertos y cronistas deportivos Chicago perdió la Serie Mundial frente a Cincinnati, lo cual levantó sospechas y eventualmente llevó a que se develara el arreglo. El escándalo que despertó llevó a ocho jugadores del equipo a un juicio, por conspirar para perder la serie, en el que se develaron muchos de los detalles del arreglo, y si bien fueron absueltos por el gran jurado, la desconfianza del público dio un duro golpe al béisbol organizado.

### El juez Landis y el fin de la era de la pelota muerta

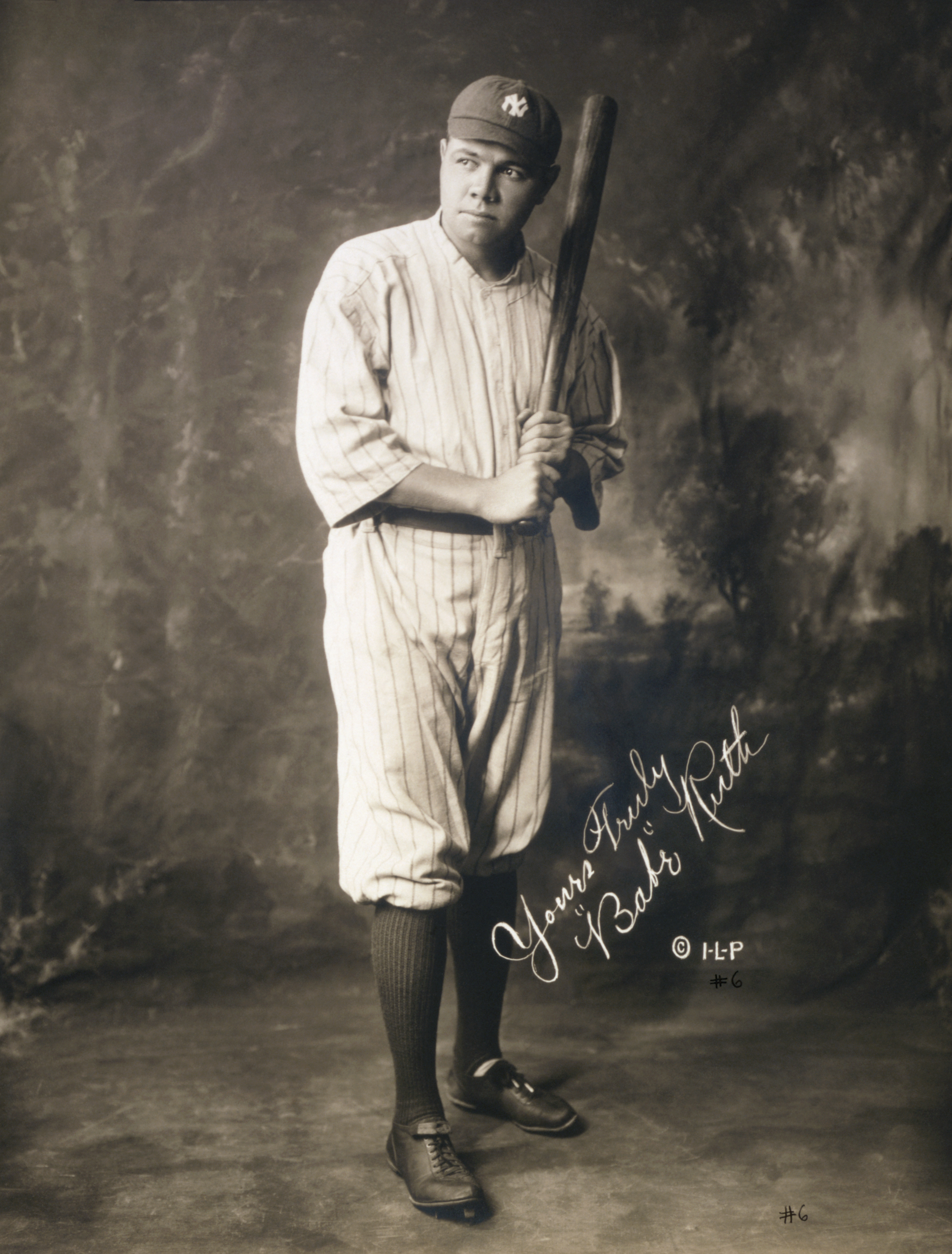
Babe Ruth vistiendo el uniforme de los Yankees en 1920.

El escándalo de las Medias Negras afectó la credibilidad del espectáculo y para evitar que esta pérdida de confianza afectara la asistencia a los estadios en la venidera temporada, los propietarios de los equipos de Grandes Ligas llamaron al juez federal Kenesaw Mountain Landis, figura muy respetada en el país, para ofrecerle el cargo de primer Comisionado del béisbol de las Grandes Ligas. Landis dirigió la organización de las ligas mayores por 24 años. Al día siguiente de la decisión del gran jurado exonerando a los jugadores de Chicago, Landis actuó independientemente en consecuencia prohibiendo a los ocho jugadores presuntamente implicados en el escándalo de cualquier tipo de participación de por vida en el béisbol de las Grandes Ligas, incluso Joe Jackson y Chuck Weaver, de quienes nunca se pudo probar su participación.
Para 1920, además de los cambios en la organización llevados por el comisionado, la muerte de Carl Mays llevó a hacer importantes cambios en la pelota, que aumentó la cantidad de corcho en su centro causando que la bola saliese con mayor velocidad del bate y se obligó a su cambio regular ante la más mínima deformación, prohibiéndose las llamada "bolas ensalivadas" –que favorecían la labor de los lanzadores–. Estos cambios favorecieron a los bateadores y comenzó una nueva era en el béisbol, con predominio del juego ofensivo sobre el defensivo o estratégico. Además del surgimiento de la gran figura del béisbol que dominaría los siguientes años la escena y se convertiría en la primera superestrella del deporte, George Herman "Babe" Ruth.

## Historia del béisbol dentro de los Estados Unidos
Dada su rápida expansión en los Estados Unidos, el béisbol pronto comenzó a jugarse fuera de ese país, en 1874 clubes de béisbol de Boston y Philadelphia hicieron una gira por el Reino Unido, jugando cricket y haciendo demostraciones de béisbol. Ya en 1868 se fundó en Canadá el equipo London Tecumsehs en Ontario, en 1875 este equipo derrotaba al Ætnas, de Detroit. Por otra parte cabe mencionar la influencia de Albert Goodwill Spalding con la construcción de su imperio de venta de implementos deportivos, el cual le permitió la venta y distribución de más bates y pelotas de béisbol. Es de mencionar que este deporte influyó en la migración de personas en Latinoamérica, mayoritariamente debido a problemas monetarios. 
En Cuba, la tradición del béisbol se remonta a 1878, el 29 de diciembre de ese año se efectuó el primer juego de lo que llegaría a ser la Liga Profesional de Béisbol de Cuba, que permanecería hasta 1961, en este encuentro participaba, como capitán del equipo Habana Base Ball Club, Esteban Bellán quien había sido el primer latinoamericano en jugar profesionalmente en Grandes Ligas (1871-1873), el club de La Habana fue a su vez el primero de América Latina. Ya en 1889, Wenceslao Gálvez escribió el primer libro sobre la "Historia del Base-Ball en Cuba", que de hecho fue el primer texto documental sobre el béisbol que se haya escrito. La Liga Cubana suspendió sus actividades en 1895-96 y 1896-97 debido a los conflictos de la Guerra de Independencia. Cabe mencionar que en los inicios de aquel deporte en la isla fue ampliamente moldeado por medio de la referencia Norteamericana y su pensar de como el deporte ilustraba una visión democrática y futurista. Por otro lado es de resaltar que Cuba ayudó a des- segregar el deporte en Estados Unidos. 
A Puerto Rico llegó el béisbol en 1895, efectuándose el primer juego oficial el 2 de junio de 1896, en el que el Club Santurce venció al equipo Almendares. Desde entonces ha el deporte ha permanecido como el favorito de la isla. La liga profesional, de dilatada trayectoria sufrió una interrupción en 2008 que la apartó de la Serie del Caribe.
En otros países de América el inicio del deporte es un poco más incierto, en Venezuela posiblemente llegó de la mano de los técnicos norteamericanos que llegaron al inicio del boom petrolero a finales del siglo XIX, ya en 1896 había clubes de béisbol en Maracaibo y Caracas. El 26 de octubre de 1917 se fundó el equipo profesional Magallanes de Catia que aún existe en la  Liga Venezolana de Béisbol Profesional, fundada en 1945. El primer venezolano en jugar en las Grandes Ligas fue el lanzador Alejandro Carrasquel, que debutó el 23 de abril de 1939, desde entonces cerca de 230 venezolanos han jugado en las mayores, destacándose el shortstop Luis Aparicio, miembro del Salón de la Fama.
En Panamá se conoce el béisbol desde finales del siglo XIX, sin embargo es con la llegada de personal norteamericano a las obras del Canal de Panamá que el deporte comenzó a hacerse popular. El crecimiento del deporte llevóa numerosos jugadores panameños a las Grandes Ligas, siendo el más destacado Rod Carew, quien fuese exaltado al Salón de la Fama del Béisbol en 1991.
En México el juego también llegó a finales del siglo XIX. Según la Federación Mexicana de Béisbol, el primer partido de béisbol jugado en ese país fue en el puertos de Guaymas en 1877. Sin embargo, el primer equipo organizado en México del que se tenga evidencia es el Union Base Ball Club formado alrededor de 1869 en la fronteriza ciudad de Matamoros Tamaulipas que cruzaba el Río Bravo para enfrentar a los equipos americanos en Brownsville, Texas. De este equipo sobreviven reportes periodísticos fechados en 1869.
Es posible que el béisbol en la República Dominicana llegase de manos de marinos cubanos de paso en el país. La liga profesional empezó en 1890 con dos equipos. El reconocido equipo de Licey fue fundado en 1907. Durante la ocupación de la isla por tropas norteamericanas en los años 1916-1924 creció la afición por este deporte.
En Chile se conoce que, en la fecha de la celebración de la independencia de Estados Unidos, el 4 de julio del año 1918, se puede encontrar un antecedente del béisbol en Chile; es una foto en la que aparecen disputando un partido jugadores norteamericanos en Tocopilla, en el día patrio de Estados Unidos.
En Europa, el deporte ha tenido escaso éxito, existiendo en la actualidad ligas profesionales en Holanda e Italia. En el primero de estos países existe la liga Honkbal Hoofdklasse, fundada 1922, si bien existen equipos organizados desde 1911. En 1944 se inició el Campeonato de España de Béisbol que pasó a llamarse, en 1986, Liga española de béisbol. El primer ganador fue el RCD Español pero históricamente el mejor equipo de España es el Club de Béisbol Viladecans con 21 títulos consecutivos desde el año 1982 hasta el año 2002. El último ganador en el año 2006 repitiendo victoria fueron los Marlins Puerto Cruz.
Es en Asia donde el deporte ha calado a nivel profesional con mayor fuerza fuera de América, en especial en Japón y la República China. En Japón el deporte fue introducido en 1872 por el militar estadounidense Horace Wilson, si bien el primer club fue establecido en 1878 por Hiroshi Hiraoka, un ingeniero japonés que había estudiado en Estados Unidos, el equipo fue el Shimbashi Athletic Club. En 1920 se estableció la liga de béisbol profesional de Japón (llamada Puro Yakyū プロ野球, béisbol profesional). El deporte es el segundo más popular en Japón (después del Sumo).

## La Copa Del Béisbol Femenina
La Copa del Mundo de Béisbol Femenino inaugural se celebró en Edmonton, Canadá en el verano de 2004 después de haber sido programada por la IBAF desde 2002. Antes de este evento, la sola competición internacional femenina de béisbol era la Serie Mundial Femenina, que había comenzado en 2001. Los organizadores del torneo intentaron expandir el éxito de un partido de exhibición jugado en mayo de 2000 en Tokio. El juego demostrativo fue disputado entre Japón y EE. UU. ante 3000 suporteros. Canadá y Australia expresaron su gran interés y se unieron a EE. UU. y Japón para la Serie Mundial de 2001 y de 2003, siendo Canadá el país organizador en 2001 y Australia el anfitrión en 2003. En 2002, la Serie Mundial se jugó en EE. UU. (San Petersburgo, Florida). La Serie Mundial de 2004 tuvo ocho equipos participantes –el número más elevado nunca alcanzado antes – habiendo también Corea, India, Hong Kong y Taipéi Chino. Después de 2004, la Serie Mundial de pronto fue eclipsada por La Copa del Mundo Femenina y se convirtió en un evento nacional jugado en el "Complejo Deportivo Disney Wide World" en Orlando, Florida
El Béisbol femenino se ha jugado en EE. UU. a partir de finales del siglo 19. En 1908, Maude Nelson fue la primera mujer en lanzar en un partido de béisbol contra hombres. Es opinión generalizada que fue Nelson la cual inspiró el himno popular del béisbol "Take me out to the ball game". Lizzie Murphy en la década de 1920 apareció en juegos de béisbol demostrativos, incluyendo el Juego All-Star (tanto en la Liga Americana como en la Nacional). En 1934, la heroína olímpica Babe Didrikson  (medallista de oro de 1932 en el lanzamiento de jabalina y de los 80 metros vallas en Los Ángeles) lanzó en partidos demostrativos para los Atléticos de Filadelfia, los Cardenales de San Luis y los Indios de Cleveland.